# Шафы
Вильгельм Николай Шаф (отец) и Вильгельм Людвиг Шаф (сын) — немецкие художники-оружейники из г. Золингена, одного из старинных центров металлообработки в Германии, мастера вытравки и позолоты клинков.
Работали на Златоустовской оружейной фабрике в 1815—1823 гг., украшали клинки и обучали своему искусству группу подростков завода. Однако обучение длилось всего 3 месяца, поскольку ученики быстро догнали учителей по мастерству и превзошли их как в технике исполнения, так и по разнообразию сюжетов .
После увольнения с фабрики в 1823 г. Шафы переехали в Петербург, открыли там мастерскую по украшению оружия и организовали небольшое торговое предприятие. Клинки с автографами Шафов хранятся в Государственном Эрмитаже, Историческом музее и в других музеях. Работы Шафов есть в коллекции Златоустовского музея, в их числе памятный клинок с названиями городов от Москвы до Парижа, через которые проходила русская армия, преследуя Наполеона.

Работы Вильгельма Николауса, Людвига и Николауса Шафов
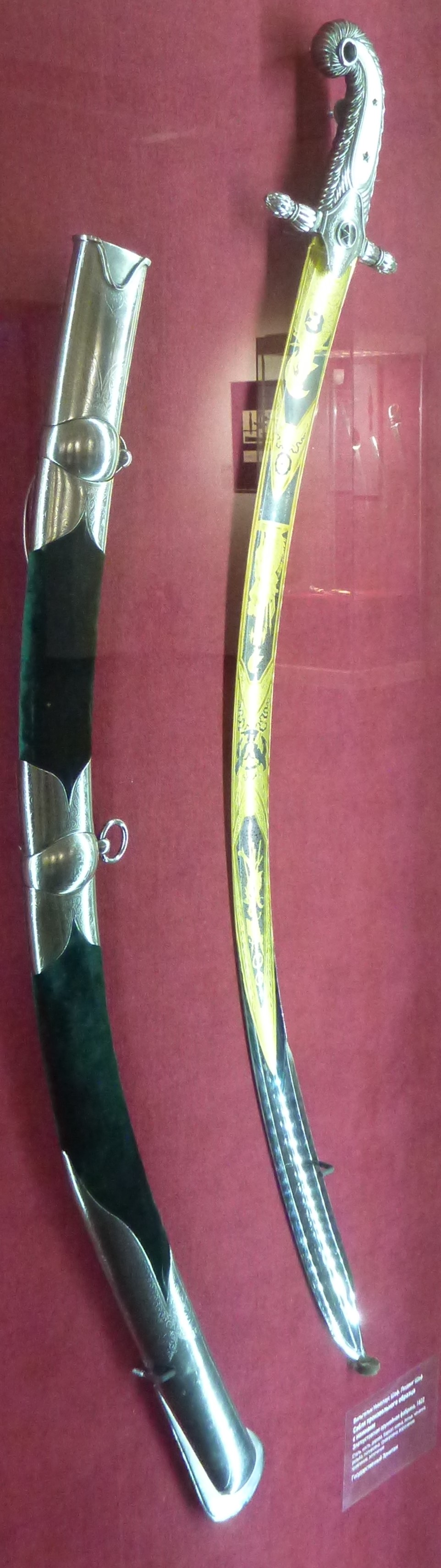
Сабля произвольного образца, 1822 год. Златоустовская оружейная фабрика
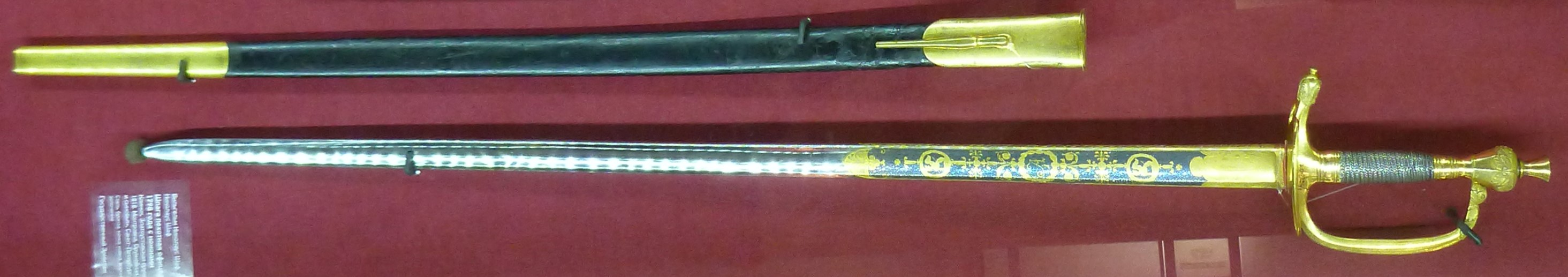
Шпага пехотная офицерская образца 1798 года с ножнами. Клинок изготовлен на Златоустовской оружейной фабрике (1818 год), а монтровка в оружейной мастерской «Шаф и сыновья» (около 1825 года)
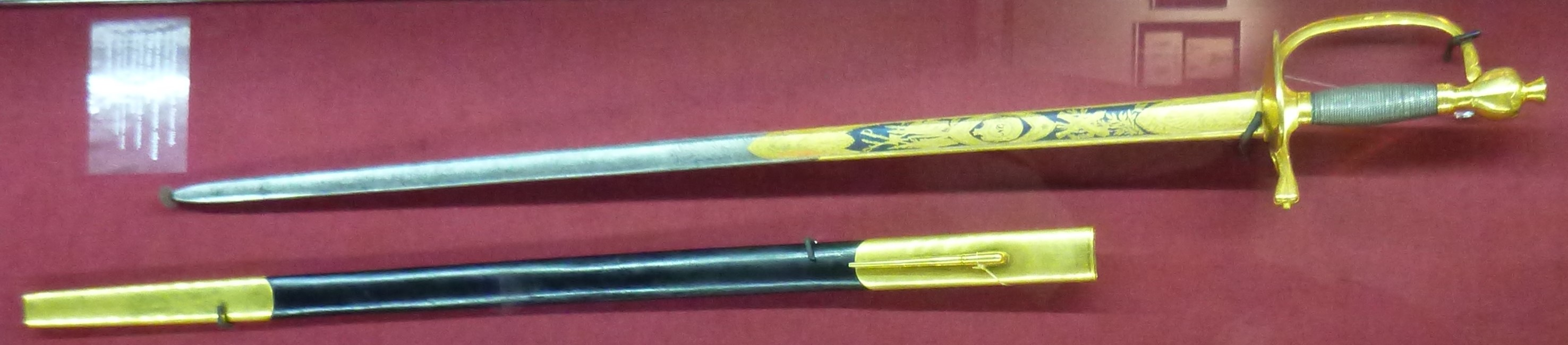
Шпага пехотная офицерская образца 1798 года с ножнами. Оружейная мастерская «Шаф и сыновья» (1825—1826 годы)